# Jakob Levin von Plessen

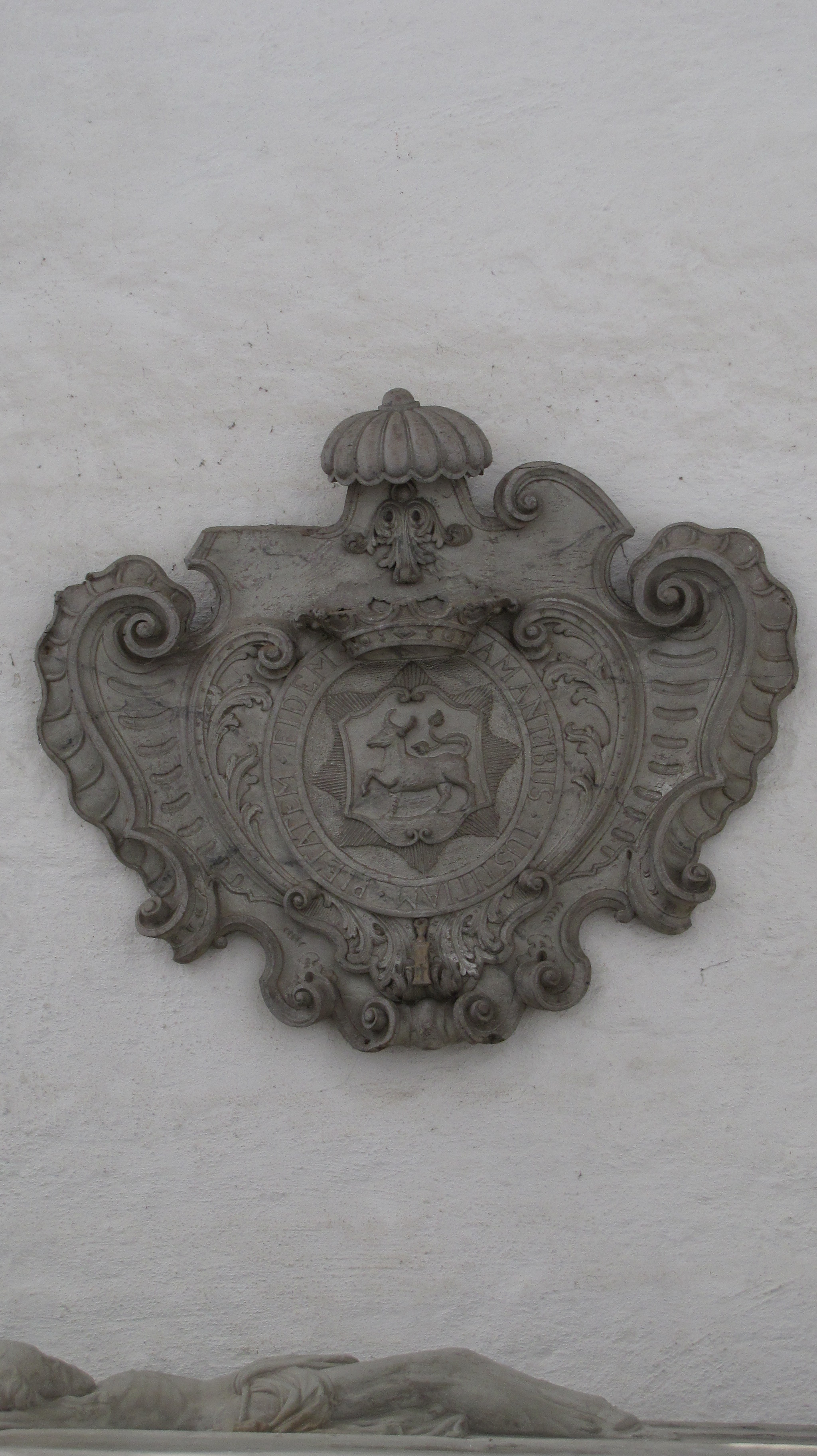
Wappen Jakob Levin von Plessens aus der Grabkapelle

Jakob Levin von Plessen (* 28. August 1701 in Arpshagen, heute Ortsteil von Klütz; † 21. September 1761 in Rixdorf (Gutshof)) war schwedischer Oberhofmarschall und Dompropst im Hochstift Lübeck.

## Abstammung
Jakob Levin von Plessen war der Sohn des mecklenburgischen Gutsbesitzers und dänischen Leutnants Jakob Levin von Plessen (* 1666 † 21. Oktober 1724) und der Katharina Regina von Plessen, geb. Schwabe († Januar 1706).

## Lebensweg
Jakob Levin von Plessen wurde im Jahre 1729 Schlosskommandant von Eutin. 1731 war er Hofmarschall des Fürstbischofs Adolf Friedrich und Präsident des Kanzlei- und Kammerkollegiums in Eutin. Im Jahre 1735 ernannte Adolf Friedrich ihn zum schwedischen Oberhofmarschall. 1739 wurde er Holstein-Gottorper Amtmann zu Reinbeck. 
Seit 1730 zugleich Domherr in Lübeck als Nachfolger der Präbende von Johann Ludwig von Pincier, wählte ihn das Lübecker Domkapitel  1743 als Nachfolger von Johann Schaevius zum Dompropst am Lübecker Dom. 1746 nahm man ihn in die schwedische Ritterschaft auf. Er wurde zum Ritter des St.-Annen-Ordens, des Alexander-Newski-Ordens und des schwedischen Seraphinenordens geschlagen und führte den Titel Exzellenz. Nach der Thronbesteigung des Fürstbischofs Adolf Friedrich als König von Schweden 1751 erwarb Plessen von ihm das Schloss Rantzau. 1755 erbaute der Baumeister Rudolph Matthias Dallin für ihn das Herrenhaus Blumendorf unter einem Mansarddach mit korrespondierendem Torhaus und Gartenanlage. Plessen verkaufte Blumendorf bereits 1761 an den Marschall von Frankreich Graf Nikolaus von Luckner, der in der Französischen Revolution unter der Guillotine endete.
Schon 1737 erwarb er einen Raum (eigentlich einen Gang) im Süden des Chorraums im Lübecker Dom und ließ ihn zu einer Grabkapelle für sich und seine Familie ausbauen. Den von einer eisernen Gittertür verschlossenen Raum ließ er mit einer Rokoko-Kartusche mit seinem Wappen dekorieren. Das Wappen ist dem Stern des St.-Annen-Ordens aufgelegt und von dessen Devise Amantibus iustitiam pietatem fidem umgeben. Seit den Zerstörungen durch den Luftangriff auf Lübeck am 29. März 1942 befinden sich die Kartusche und Plessens Sandsteinsarkophag gemeinsam mit den Särgen der Familie Christian August von Berkentins in der südöstlichsten Chorumgangskapelle des Doms.
Seine Präbende ging an Magnus von Wedderkop (1717–1771), den Sohn von Friedrich Christian von Wedderkop.

## Familie
Jakob Levin von Plessen war zweimal verheiratet und hatte aus den beiden Ehen insgesamt fünfzehn Kinder, von denen ihn keins überlebte.